# Stvolínky
Stvolínky dříve též Stvolenka (německy Drum) je obec nacházející se v okrese Česká Lípa v Libereckém kraji, na rozhraní Ralské pahorkatiny a Českého středohoří. Severně od Stvolínek zasahuje na území obce Chráněná krajinná oblast České středohoří, z jihu pak přiléhá CHKO Kokořínsko – Máchův kraj . Žije zde 328 obyvatel, v obci se nalézá stejnojmenný zámek.

## Poloha a části obce
Obec Stvolínky se nachází v jižní části okresu Česká Lípa, asi 8 km od města Česká Lípa. Ves leží na Bobřím potoce, v širokém údolí mezi hřebenem východního Českého středohoří na severozápadě a skalnatou oblastí Kokořínska na jihovýchodě. V okolní krajině dominuje vrch Ronov se zříceninou stejnojmenného hradu, vypínající se jižně od obce. Východně od Stvolínek leží při obci Holany soustava chovných rybníků, která byla založena již ve středověku. Vesnicí prochází frekventovaná silnice, jež spojuje okresní města Česká Lípa a Litoměřice.
Z hlediska struktury půdorysu je obec rozdělena protékajícím potokem do dvou částí. Na levém (severním) břehu potoka leží centrum obce s návsí, zámkem (bývalou vodní tvrzí) a kostelem, kdežto na břehu pravém nalezneme řídkou, silně rozptýlenou zástavbu a hřbitov s pozdně gotickou barokně přestavěnou kaplí sv. Justina.
Ke Stvolínkám patří Kolné, Novina, Stvolínecké Petrovice a Taneček.

## Historie

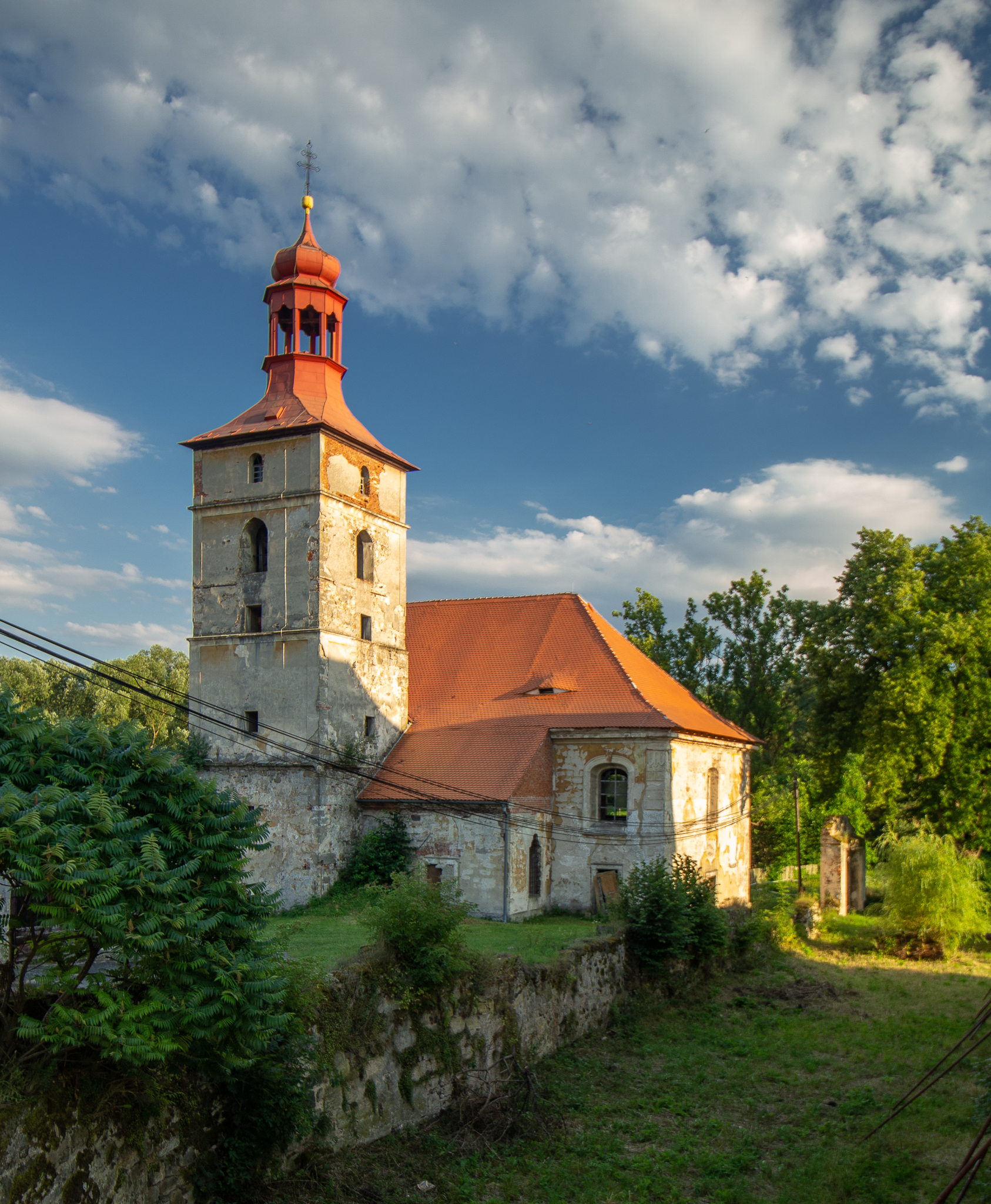
Stvolínský kostel Všech svatých

Nejstarší historicky doložená zmínka pochází z roku 1197, kdy vladyka Hroznata, zakladatel tepelského kláštera na západě Čech ves daroval Zdeslavovi a jeho bratrům, nicméně prameny a archeologické nálezy z okolí dokládají, že tato oblast byla osídlena již v době rané fáze kolonizace, zřejmě někdy v průběhu 12. století.
Později, asi ve 14. století ves vlastnil drobný šlechtický rod Kluků ze Stvolínek, jehož potomci jsou ještě v roce 1426 jmenováni jako patroni kostela. Nejpozději od této doby byla na místě vladyckého dvorce postavena gotická tvrz s hrazeným nádvořím, obehnaná 10 až 12 metrů širokým vodním příkopem, která byla dle literatury postavena kolem roku 1350. V téže době je ve Stvolínkách doložen farní kostel (1352). Hrad Ronov byl postaven pravděpodobně až na počátku 15. století.
Zhruba ve stejné době byl postaven nedaleký hrad Ronov Klinštejny, což byla vedlejší rodová větev Berků z Dubé. Ti pak jsou roku 1401 psáni jako majitelé Stvolínek.
V 14. století zde byl postaven kostel. V roce 1395 zde byl prvním farářem Vít. V roce 1811 byl kostel kompletně přestavěn a pojmenován kostelem Všech svatých. U kostela byla fara, v níž po roce 1554 působili protestantští kazatelé. Během třicetileté války původní fara zanikla, k obnově došlo roku 1723.
V suterénu kostela je hrobka několika majitelů panství, další staré náhrobní kameny jsou na kostelní zdi. Je dnes v havarijním stavu.
V roce 1444 byly zmiňovány Stvolínky u trestné výpravy lužického vojska na Českolipsko. V 15. století ves patřila pánům z Ronova
V roce 1505 byla obec povýšena na městečko. V záznamech té doby se připomíná obnovená tvrz, v letech 1520 až 1538 přestavěná na renesanční zámeček Anežkou z Halfenštejna. Té ji daroval roku 1505 Vilém II. z Illburka, tehdejší pán na Ronově.
Asi v 16. století byla postavena hřbitovní kaple sv. Justina.
Jako letní sídlo biskupství v Litoměřicích zakoupil v roce 1647 Stvolínky kardinál Arnošt Vojtěch z Harrachu a nechal zde vybudovat rozsáhlou zahradu s fontánou. V roce 1680 zdejší poddaní zámek přepadli při selském povstání, které rychle potlačil přivolaný generál Harant. Počátkem 17. století byl v Stvolínkách postaven obecní špitál a koncem století městečku biskup Jaroslav Ignác ze Šternberka udělil městský znak a potvrdil trhové výsady.

## Zámek Stvolínky
Zámek Stvolínky byl přestavěn po roce 1664 na náklad litoměřického biskupa Schleinitze. V polovině 19. století byl upraven na jezuitský seminář a na počátku 20. století zde bylo letovisko pro děti z Litoměřic. V roce 1950 byl zámek přidělen státnímu statku Zahrádky, v roce 1970 byl převeden na MNV Stvolínky. Zároveň bylo rozhodnuto, že bude využíván (1. patro a většinu podkroví) jako depozitář okresního muzea v České Lípě, přízemí Okresní archiv Česká Lípa a část prostor bude užívat MNV Stvolínky. V roce 1976 poškodila vichřice střechu, byly problémy s podzemní vodou a dřevomorkou domácí. 
Chátrající objekt byl po roce 1990 vyprázdněn. Od roku 2011 obec zámek rekonstruuje.

## Dopravní dostupnost

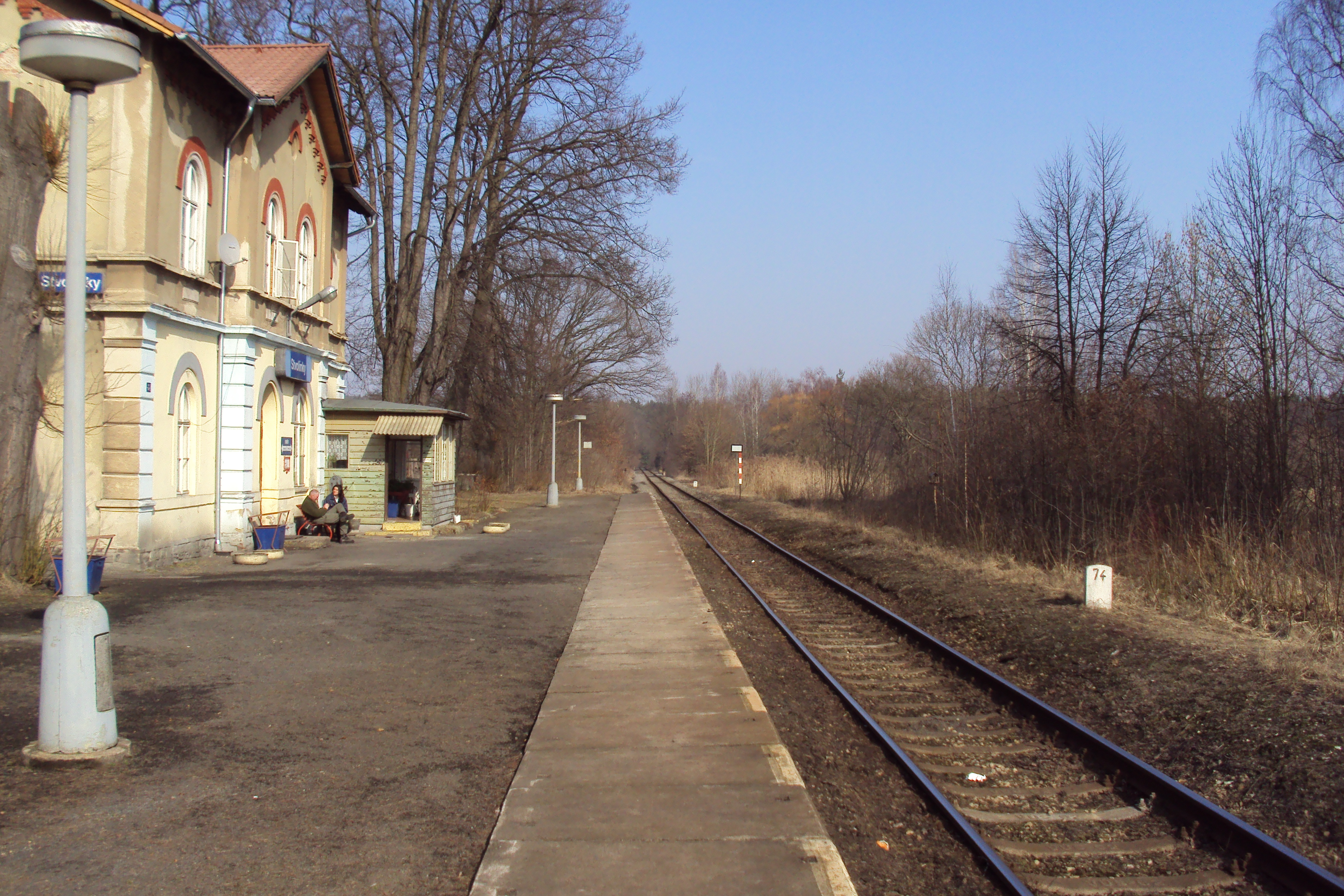
Železniční zastávka Stvolínky na tratí z České Lípy do Lovosic

U obce je železniční zastávka Stvolínky na trati 087 z Lovosic do České Lípy. Obcí prochází silnice první třídy I/15. Ve vsi končí červeně značená turistická cesta, která do Strvolínek vede z Úštěka přes Blíževedly a hrad Ronov.

## Další informace
- Necelé dva kilometry severně od obce je přírodní památka Kaňon potoka Kolné s menším vodopádem.
- Na východním břehu nedalekého Koňského rybníka se nalézá nápadná pískovcová skála Smrtka. Název získala podle lidového zvyku shazování figuríny do rybníka při jarním vynášení smrti ze vsi.
- Koncem 14. století byl na nedalekém kopci postaven hrad Ronov. Vrcholová část kopce i se zřícenou hradu je zároveň přírodní památkou.
- Obec je zapojena ve Sdružení obcí Peklo (mikroregion)
- Na náměstí stávala socha sv. Valentina, kterou nechal MNV Stvolínky odstranit roku 1962[19]

## Galerie

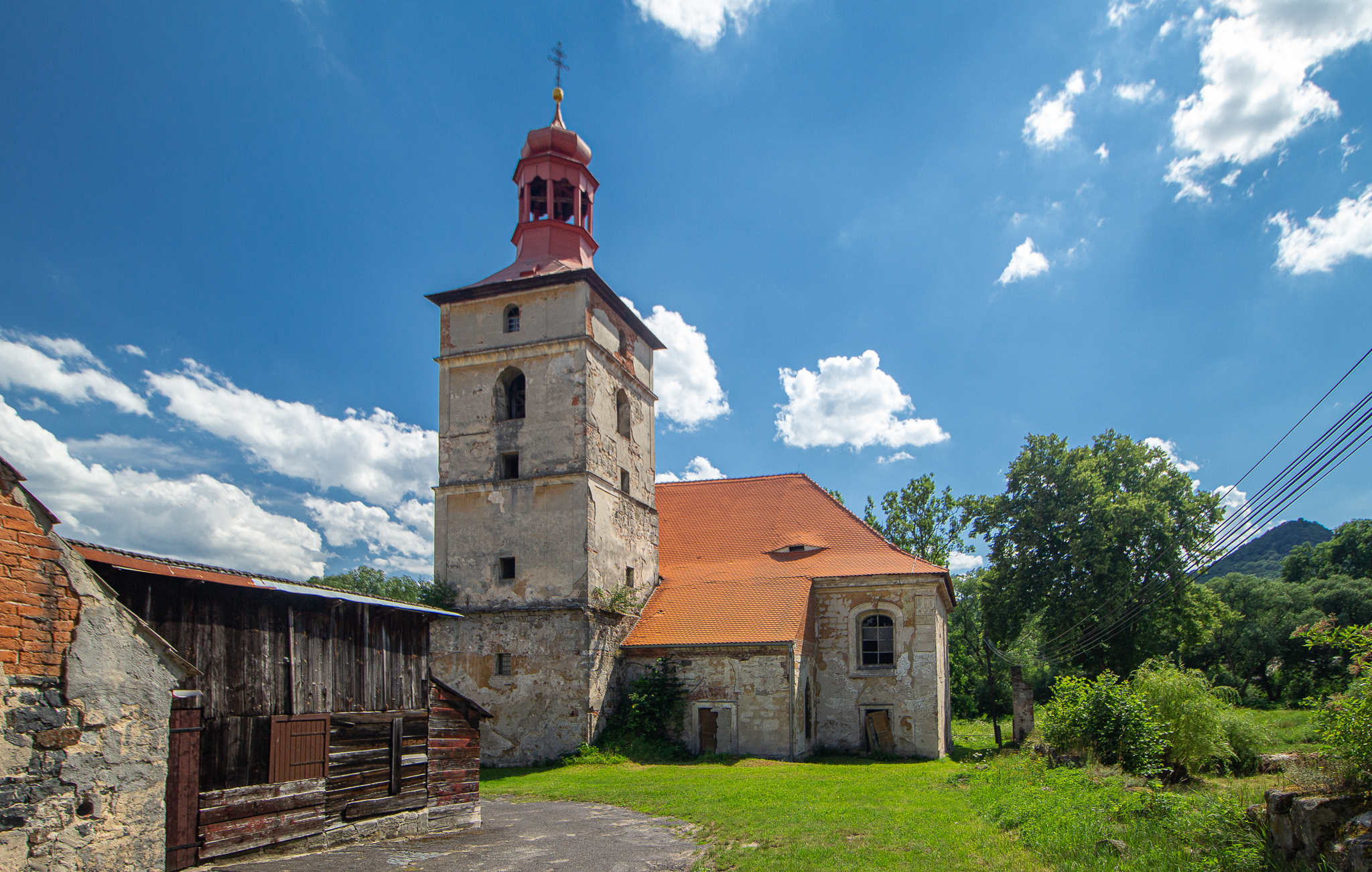
Kostel všech svatých
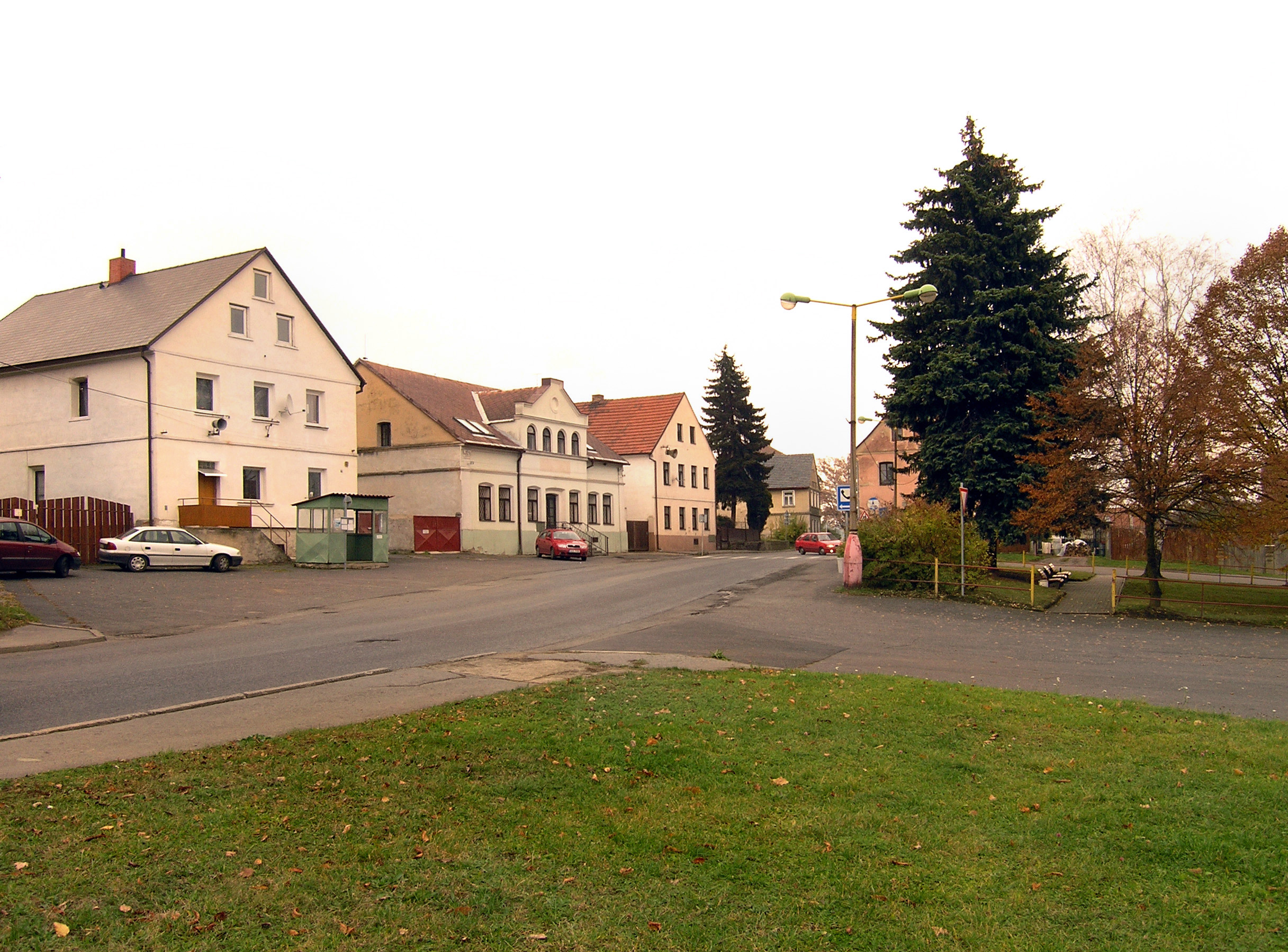
Náves
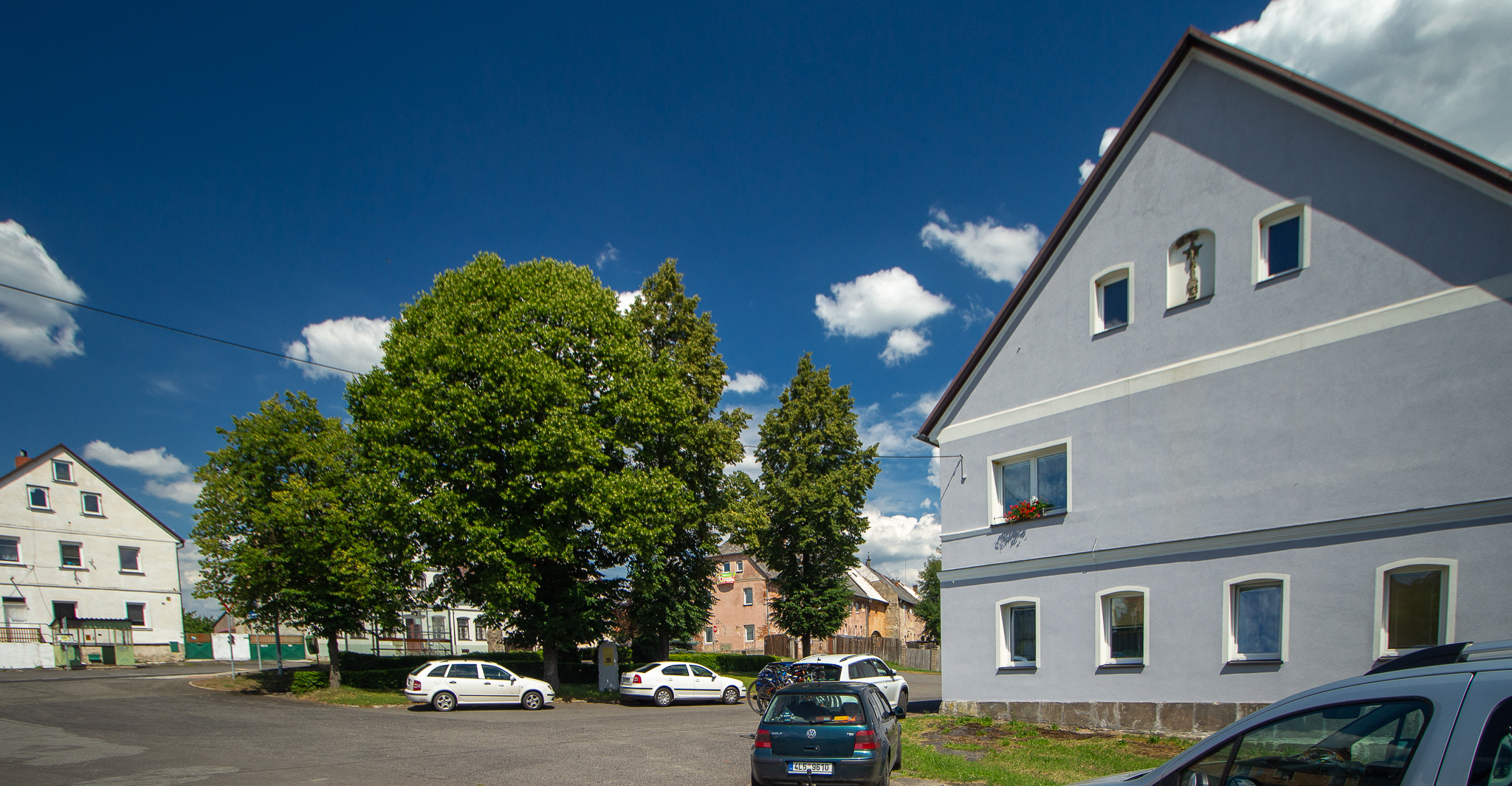
Parčík s pomníkem rodiny Morche
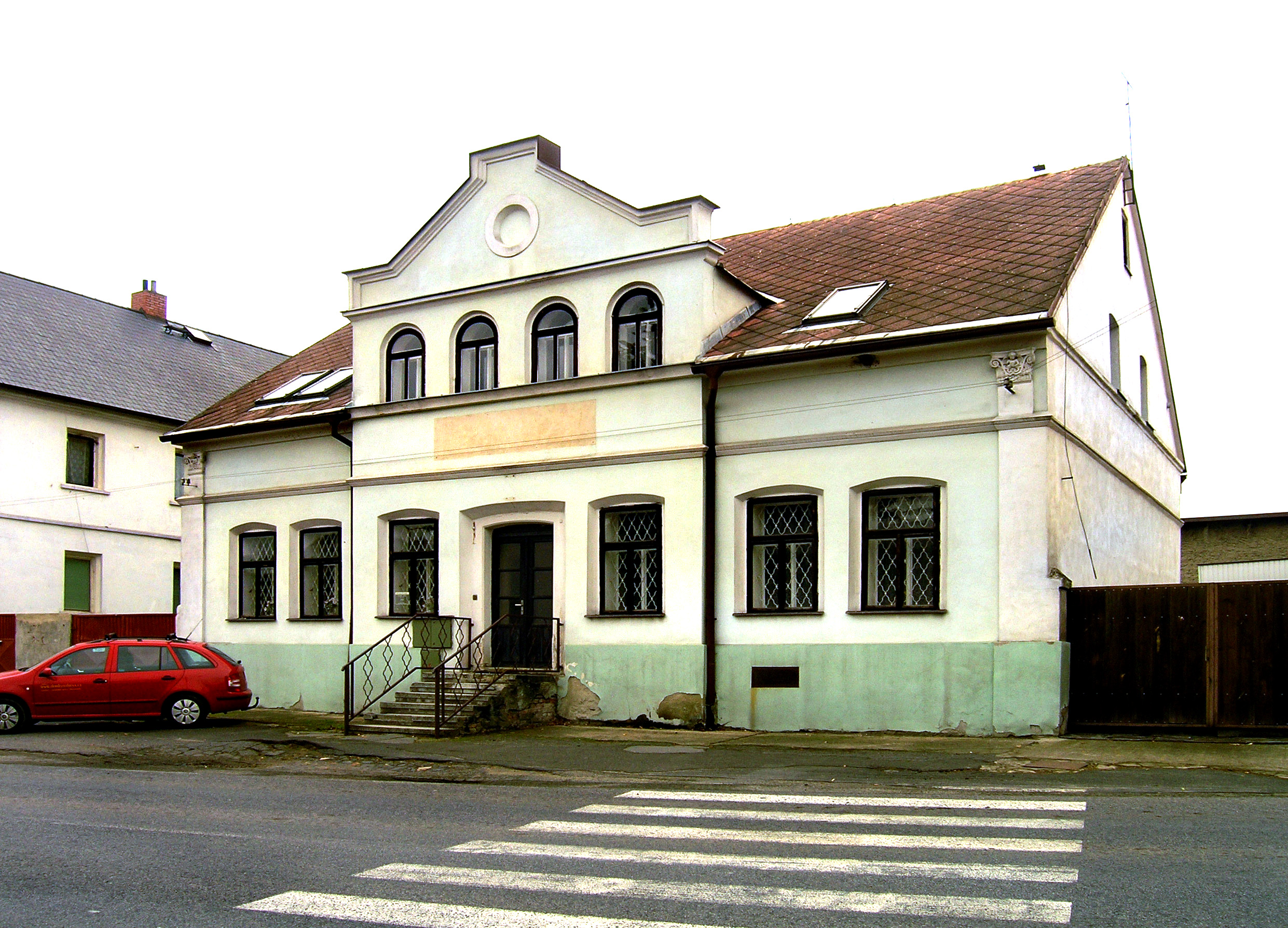
Bývalá škola
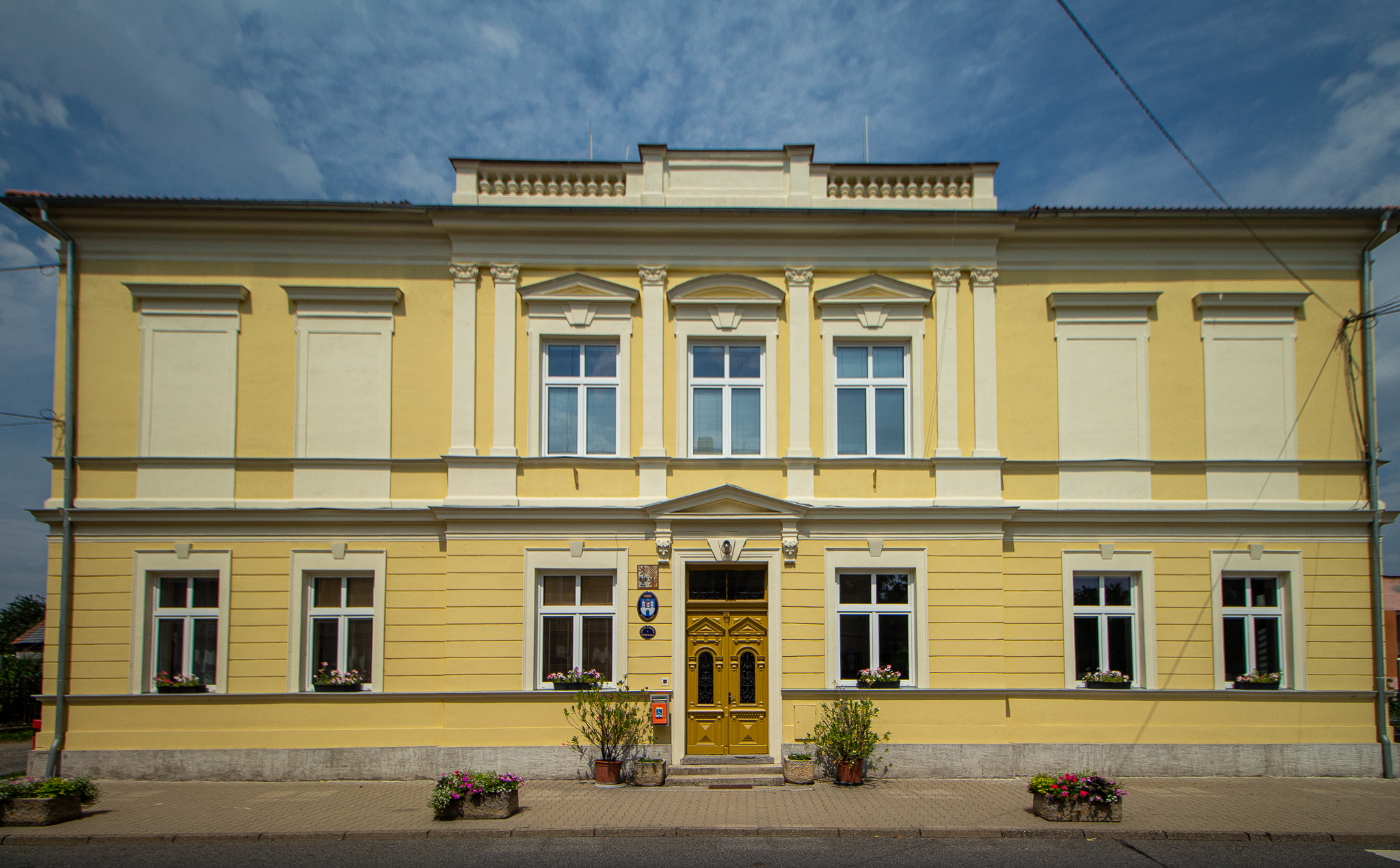
Obecní úřad